# Ахмед Юмит
Ахмед Юмит (на турски: Ahmet Ümit) е турски литературен критик, поет и писател на произведения в жанра криминален роман, трилър и лирика.

## Биография и творчество
Ахмед Юмит е роден на 30 септември 1960 г. в Газиантеп, Южна Турция, в многодетно семейство. Баща е търговец на килими, а майка му – шивачка. Той е най-младият от седемте братя и сестри. Получава основното си образование в родния си град, но завършва гимназия в Ергани, Диарбекир, защото заради леви прояви е изгонен от града. Завършва специалност „Публична администрация“ в Университета „Мармара“ в Истанбул през 1983 г. Докато е в университета става член на лява нелегална организация, която се бори срещу военния режим в страната. Участва активно в кампанията „Не на новата конституция“ срещу конституционния референдум от 1982 г. след държавния преврат през 1980 г. Публикува разказ в списанието на Комунистическата партия на Съветския съюз „Проблеми на мира и социализма“ в Прага, Чехословакия, за полицейска операция, при която са арестувани негови другари, след като закачат протестни плакати по стените на сграда.
Като член на Комунистическата партия на Турция от 1984 г. получава стипендия и в периода 1985 – 1986 г. следва в Института по социални науки в Москва. Романът му „Миризма на сняг“ (Kar Kokusu) от 1998 г. разказва за преживяванията на шестима млади хора, изпратени в СССР от Комунистическата партия, за да получат комунистическо образование, е вдъхновен от престоят му през този период.
Започва да пише поезия, докато е в Москва. Напуска активната политика през 1989 г. и публикува книгата си с поезия „Скривалището на улицата“ (Sokağın Zulası). Започва да ръководи рекламна агенция с приятеля си, актьорът и театрален режисьор Али Тайгун. През 1990 г., заедно с група любители на литературата, издава списанието за култура и изкуства „Отново тихо“ (Yine Hişt). Публикува своите стихотворения, разкази и статии в различни вестници и списания.
През 1992 г. е публикуван първият му сборник с разкази „Нощ на боси крака“ (Çıplak Ayaklıydı Gece), за който получава „Наградата за мисъл и изкуство „Ферит Огуз Байър“. С насърчението на Али Тайгун се насочва към криминалния жанр и пише истории и сценарий за детективския сериал „По следите на чакалите“ през 1993 г. След това пише рецензии и уводни статии за Франц Кафка, Фьодор Достоевски, Патриша Хайсмит, Едгар Алън По и други автори на криминални романи в различни вестници и списания.
Първият му криминален роман „Мъгла и нощ“ (Sis ve Gece) е издаден през 1996 г. и предизвиква полемика. Той е първият турски криминален роман преведен на чужд език. През 2007 г. е екранизиран в едноименния филм с участието на Угур Полат и Селма Ергеч.
Първият му роман „Ключът на Агата“ (Agatha'nın Anahtarı) от поредицата „Главен комисар Невзат“ е издаден през 1999 г. По популярната поредица, по-късно е направена поредица от графични романи.
През 2010 г. Ахмед Юмит създава програмата „Градът, в който живеете“ за телевизия „Хабертюрк“. В нея представя скритите истории и мистерии на градовете в Турция, особено на Истанбул, и в исторически важни региони като древния град Ефес и областта Кападокия.
Въз основа на негови истории са направени телевизионните минисериали: „Бягане в тъмното“ (Karanlikta Kosanlar) на режисьора Угур Юджел през 2001 г. и „Дяволът е скрит в детайлите“ (Seytan Ayrintida Gizlidir) на Джевдет Мерджан през 2004 г.
Член е на консултативния съвет на истанбулския университет „Окан“. Работи и като съветник във фондация „Гьоте“ в Истанбул.
През 1981 г. се жени за Вилдан Юмит, с която се запознава в университета. Имат една дъщеря – Гюл.
Ахмед Юмит живее със семейството си в Истанбул.

## Произведения

### Поезия
- Sokağın Zulası (1989)[1][3]

### Самостоятелни романи
- Sis ve Gece (1996)[1][3]
- Kar Kokusu (1998)
- Patasana (2000)
Патасана, изд.: „Сиела“, София (2014), прев. Емилия Ничева-Карастойчева
- Kukla (2002)
Марионетка, изд.: ИК „Колибри“, София (2016), прев. Йорданка Бибина
- Beyoğlu Rapsodisi (2003)
Убийства в Бейоглу, изд.: ИК „Прозорец“, София (2015), прев. Йорданка Бибина
- Ninatta'nın Bileziği (2006)
- İnsan Ruhunun Haritası (2007)
- Olmayan Ülke (2008)
- Bab-ı Esrar (2008)
Дервишката порта, изд.: „Сиела“, София (2014), прев. Емилия Ничева-Карастойчева
- Sultanı Öldürmek (2012)
Убийството на султана, изд.: „Сиела“, София (2017), прев. Елен Кирчева
- Elveda Güzel Vatanım (2015)
Сбогом, мое прекрасно отечество, изд.: ИК „Прозорец“, София (2017), прев. Хубавинка Филипова
- Kayıp Tanrılar Ülkesi (2021)
- Bir Aşk Masalı (2022)

### Поредица „Главен комисар Невзат“ (Başkomiser Nevzat)
1. Agatha'nın Anahtarı (1999)[1]
2. Şeytan Ayrıntıda Gizlidir (2002)
3. Kavim (2006)
Мечът на бога, изд.: „Сиела“, София (2019), прев. Елен Кирчева
4. İstanbul Hatırası (2010)
Паметта на Истанбул, изд.: ИК „Колибри“, София (2014), прев. Йорданка Бибина
5. Beyoğlu'nun En Güzel Abisi (2013)
Убийство в новогодишната нощ : лабиринт от мрачни тайни в центъра на Истанбул, изд.: ИК „Прозорец“, София (2018), прев. Хубавинка Филипова
6. Kırlangıç Çığlığı (2018)
7. Aşkımız Eski Bir Roman (2019)
Любов по едновремешен роман, изд.: „Жар“, София (2022), прев. Елен Кирчева

#### Поредица „Главен комисар Невзат“ (Başkomser Nevzat Çizgi Roman) – графични романи
1. Başkomser Nevzat: Çiçekçinin Ölümü (2005)
2. Başkomser Nevzat 2: Tapınak Fahişeleri (2005)
3. Başkomser Nevzat 3: Davulcu Davut'u Kim Öldürdü? (2011)

### Сборници
- Çıplak Ayaklıydı Gece (1992)[1]
- Masal Masal İçinde (1995)
- Aşk Köpekliktir (2004)

### Разкази
- Bir Ses Böler Geceyi (1994)

### Екранизации
- 2001 Karanlikta Kosanlar – тв минисериал, 10 епизода
- 2004 Seytan Ayrintida Gizlidir – тв минисериал, 3 епизода
- 2004 Çalinan Ceset – тв филм
- 2007 Sis ve Gece
- 2007 Komiser Nevzat – тв сериал
- 2012 Bir ses böler geceyi
- 2019 Merhaba Güzel Vatanim